# Askeladd
 (janvier 2024).
La mise en forme du texte ne suit pas les recommandations de Wikipédia : il faut le « wikifier ».
Les points d'amélioration suivants sont les cas les plus fréquents. Le détail des points à revoir est peut-être précisé sur la page de discussion.
- Les titres sont pré-formatés par le logiciel. Ils ne sont ni en capitales, ni en gras.
- Le texte ne doit pas être écrit en capitales (les noms de famille non plus), ni en gras, ni en italique, ni en « petit »…
- Le gras n'est utilisé que pour surligner le titre de l'article dans l'introduction, une seule fois.
- L'italique est rarement utilisé : mots en langue étrangère, titres d'œuvres, noms de bateaux, etc.
- Les citations ne sont pas en italique mais en corps de texte normal. Elles sont entourées par des guillemets français : « et ».
- Les listes à puces sont à éviter, des paragraphes rédigés étant largement préférés. Les tableaux sont à réserver à la présentation de données structurées (résultats, etc.).
- Les appels de note de bas de page (petits chiffres en exposant, introduits par l'outil «  Source ») sont à placer entre la fin de phrase et le point final[comme ça].
- Les liens internes (vers d'autres articles de Wikipédia) sont à choisir avec parcimonie. Créez des liens vers des articles approfondissant le sujet. Les termes génériques sans rapport avec le sujet sont à éviter, ainsi que les répétitions de liens vers un même terme.
- Les liens externes sont à placer uniquement dans une section « Liens externes », à la fin de l'article. Ces liens sont à choisir avec parcimonie suivant les règles définies. Si un lien sert de source à l'article, son insertion dans le texte est à faire par les notes de bas de page.
- La présentation des références doit suivre les conventions bibliographiques. Il est recommandé d'utiliser les modèles {{Ouvrage}}, {{Chapitre}}, {{Article}}, {{Lien web}} et/ou {{Bibliographie}}. Le mode d'édition visuel peut mettre en forme automatiquement les références.
- Insérer une infobox (cadre d'informations à droite) n'est pas obligatoire pour parachever la mise en page.

Pour une aide détaillée, merci de consulter Aide:Wikification.
Si vous pensez que ces points ont été résolus, vous pouvez retirer ce bandeau et améliorer la mise en forme d'un autre article.
Askeladd (アシェラッド, Asheraddo), de son vrai nom Lucius Artorius Castus (ルキウス・アルトリウス・カストゥス, Rukiusu Arutoriusu Kasutusu) est un personnage de fiction du manga Vinland Saga de Makoto Yukimura. Au début de l’intrigue, Askeladd, le chef d'un groupe d'une centaine de mercenaires vikings, négocie avec Floki, le chef des Jomsviking, l’assassinat de Thors, un ancien guerrier ayant déserté après un féroce combat. Thors vainc Askeladd mais se rend pour sauver son fils Thorfinn et les villageois. Après avoir vu son père mourir sous ses yeux, Thorfinn jure de se venger d'Askeladd, qui le garde dans son groupe après que Thorfinn se soit caché dans le bateau qu'il a saisi.
Le personnage a été créé par Yukimura pour servir de mentor à Thorfinn malgré le fait qu'ils soient tous deux ennemis. Yukimura l'a écrit avec soin jusqu'à sa dernière scène, qu'il a calculée en écrivant sa personnalité. En fin de compte, l'auteur était confus quant à la façon dont le personnage avait été écrit, car il estimait que le personnage devenait une autre figure paternelle de Thorfinn, en particulier dans ses derniers instants. En japonais, le personnage est doublé par Naoya Uchida, tandis que Atkine Féodor et  Yann Pichon le doublent en Français.
Les critiques adressées au personnage d'Askeladd ont été généralement positives grâce à son coté charismatique et rusé, et pour sa relation avec Thorfinn. Il a également été nommé comme l’un des meilleurs personnages d’anime de 2019. Bien qu'Askeladd n'apparaisse pas dans le deuxième arc, les critiques ont remarqué l'effet qu'il a eu sur Thorfinn, qui essaie de suivre un chemin différent de celui d'Askeladd.

## Création
Askeladd partage le nom d'Askeladden, un personnage folklorique norvégien connu pour son intelligence. Son histoire est basée sur les débuts de la vie d' Olaf le Paon, un chef islandais et personnage majeur de la saga Laxdæla . L'auteur du manga Makoto Yukimura a commenté que si la plupart des personnages de Vinland Saga étaient conçus pour aider le protagoniste Thorfinn, Askeladd était une exception. , Askeladd a été écrit pour être un mentor qui le dirigerait dans le premier arc de l'histoire parce que Thorfinn était inexpérimenté . Il a dit que sa relation avec Thorfinn était celle d'un père et d'un fils, respectivement, ainsi que des ennemis. Plus l’auteur du manga écrivait sur ces deux personnages, plus cela devenait ambigu, car il ne pouvait pas dire si Askeladd était une bonne personne ou une personne haineuse. Askeladd avait plusieurs contradictions, mais il le sentait intéressant ainsi. La série étant basée sur les Vikings, Yukimura s'est rendu en Norvège et en Scandinavie en 2003 pour mener des recherches sur les Vikings. Il a pu voir le navire Oseberg, qui, selon lui, est le plus beau navire qu'il ait jamais vu.

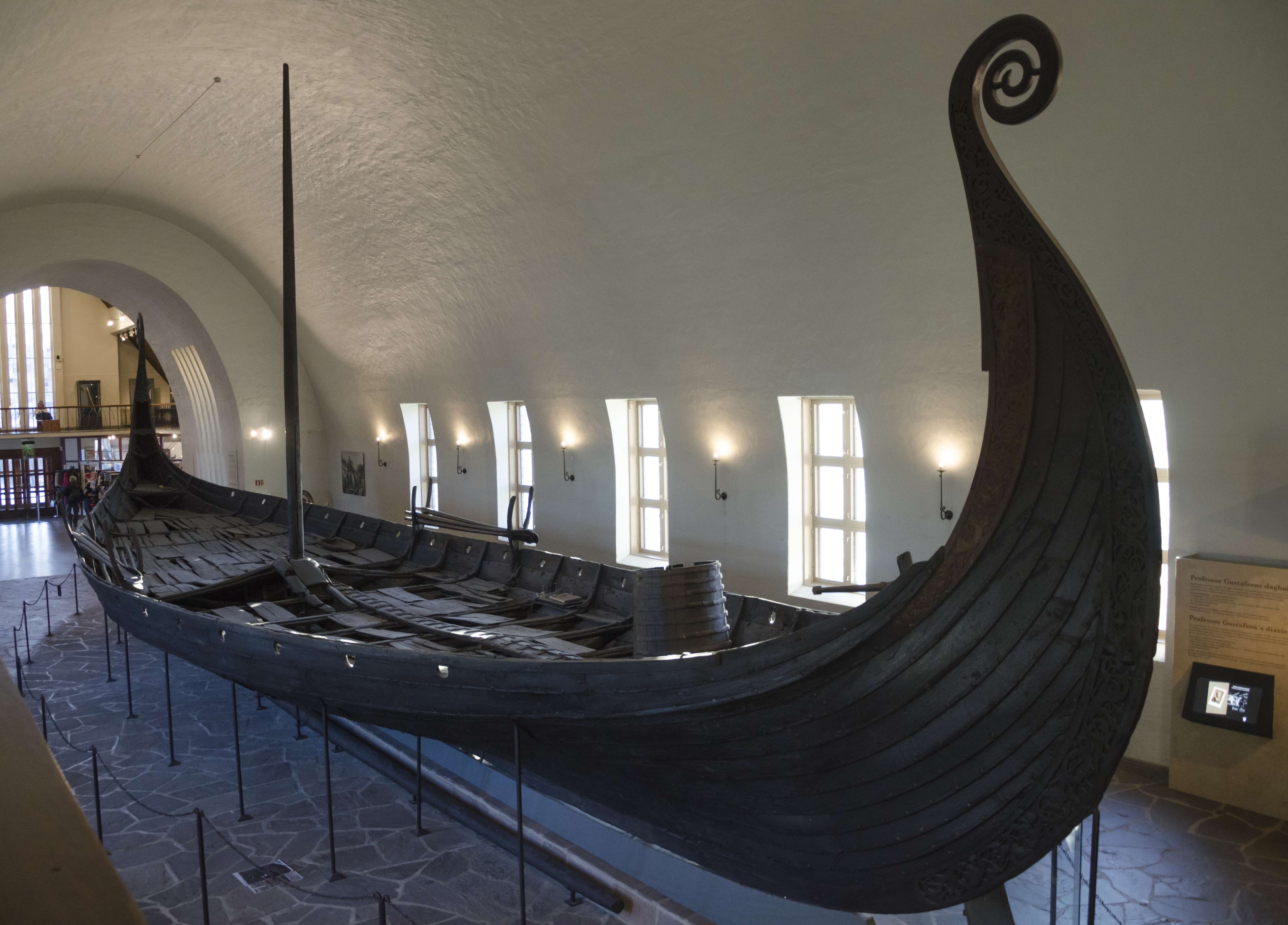
Un exemple de navire viking, utilisé par le groupe d'Askeladd.

Malgré le caractère impitoyable et violent d'Askeladd, Yukimura sentait qu'il était toujours attrayant. L'auteur pense qu'Askeladd a tendance à échapper aux batailles qu'il ne peut pas gagner et qu'il n'était donc pas dans son caractère lorsqu'il agissait désespérément devant Torgrim. Son idéal d’avoir plus de pouvoir constitue pour lui le plus grand tournant. Cela a conduit à l'idée qu'Askeladd s'associe au prince Knut  pour reprendre les forces de Sven tout en manipulant le futur roi. Le dernier cri d'Askeladd envers Thorfinn, lorsqu'il tue Sven et fait semblant d'être fou, a été écrit au dernier moment. Yukimura a estimé qu'Askeladd ferait preuve de plus d'humanité envers Thorfinn dans ses derniers instants lors de l'écriture du chapitre. Yukimura considère Askeladd comme le deuxième père de Thorfinn, même si sa personnalité est froide et l'inspire à devenir violent. Ces relations père-fils sont courantes dans Vinland Saga, et elles ont toutes été écrites à partir de l'expérience de Yukimura en tant que père.
Pour l'adaptation animée, Le studio Wit a déclaré qu'il existait un fort sentiment de camaraderie envers Askeladd, qui rassemblait les Vikings. Ils ont dépeint Askeladd comme étant capable de prendre les choses en main parce que d’autres le considéraient comme puissant. Ils ont également pris soin de ne pas décrire les personnages secondaires comme étant trop dépendants de leur chef, car cela diminuerait leur charme. L'anime a également ajouté de nouvelles scènes sur la façon dont Thorfinn s'est transformé en l'un des soldats d'Askeladd plutôt que de simplement faire un saut dans le temps, ce que l'artiste manga a apprécié. Le réalisateur a affirmé que pour ces scènes originales d'anime, ils avaient également essayé de conserver le personnage d'Askeladd. Il a ajouté que l'histoire des forces d'Askeladd était amusante à voir.
Yukimura a affirmé qu'en raison de la renommée des Vikings pour leurs actes de violence, il a décidé d'écrire une histoire dans laquelle le groupe d'Askeladd assassine une famille chrétienne innocente afin de générer un choc majeur chez les lecteurs. "Dans ce monde, les chrétiens travaillent dur, avec peur, chaque jour pour arriver un jour au paradis, mais lorsqu'ils voient Askeladd détruire leur bon sens de cette manière, Anne se sent coupable d'éprouver une certaine admiration pour lui." Les actes d'Askeladd visaient également à choquer la seule femme survivante, qui se demande si le Dieu qu'elle prie est réel. La violence d'Askeladd est également motivée par la survie et il tue donc des gens pour le plaisir. Cela a également été fait parce que Yukimura voulait que le personnage soit davantage considéré comme un méchant.

## Histoire
Askeladd est le commandant d'une petite mais puissante bande de mercenaire viking, qui doit son succès à son intelligence exceptionnelle . Il est à moitié danois et à moitié gallois, étant le fils d'une princesse galloise capturée par un viking. Dans son introduction, Askeladd donne des missions à Thorfinn, le récompensant par des duels, dans lesquels Thorfinn essaie constamment de le tuer et de venger son père. La relation entre Askeladd et Thorfinn est vue dans un flash-back où Askleadd reçoit l'ordre de tuer le père de ce dernier. Bien qu'il ait été vaincu par Thors, Askeladd accomplit sa mission en prenant ses soldats en otage. Le jeune Thorfinn continuerait à poursuivre Askeladd pendant une décennie, dans l'espoir de se venger de la mort de son père. Pendant l'invasion viking et la guerre en Angleterre, il manipule le désir de vengeance de Thorfinn contre lui comme un moyen de garder le jeune combattant doué à son service et lui demande de sauver le prince Knut  du Viking Thorkell,.
Lorsque les soldats d'Askeladd le trahissent pour leur sécurité contre les soldats de Thorkell, Thorfinn vient en aide à Askeladd. Avec l'aide d'Askeladd, Thorfinn parvient à vaincre Thorkell dans un combat en tête-à-tête. Thorkell fait la paix avec Askeladd, qui décide de vaincre le roi du Danemark Sven avec l'aide de son fils Knut. Lors de son prochain duel avec Thorfinn, Askeladd révèle qu'il est le fils du Viking Olaf et d'une esclave qu'il a maltraitée,. Sa mère lui a donné le nom de Lucius Artorius Castus, le roi légitime de Grande-Bretagne, mais il a reçu le surnom d'Askeladd (couvert de cendres) lorsqu'il était enfant alors qu'il travaillait pour un forgeron. Askleadd croit en la légende d'Avalon, qui l'a inspiré à soutenir la candidature du prince Knut  pour la royauté des Danois et finalement à se sacrifier en assassinant le roi Sven afin d'installer Knut comme roi du Danemark et d'assurer la sécurité du Pays de Galles depuis le Danemark. Après cela, Askeladd bat Thorfinn et poursuit ses plans. Askeladd tue le roi Sven en feignant la folie et laisse Knut  régner sur le pays à la place. Thorfinn le poursuit, ce qui distrait le Viking qui est poignardé par Knut  dans le processus. Dans ses derniers instants, Thorfinn en colère crie à Askeladd de récupérer et de se battre à nouveau comme promis, mais Askeladd meurt, disant à Thorfinn de devenir un vrai guerrier,.
Malgré sa mort, le personnage apparaît continuellement dans les cauchemars de Thorfinn, qui le hante pour le chemin qu'il a choisi après la mort de Thors,. Cependant, après avoir décidé d'apporter la paix à ses amis et à sa famille, Thorfinn a une hallucination d'Askeladd et de Thors lorsqu'il parle avec l'un de ses mentors, Leif Erikson. Thorfinn sourit et considère les trois comme ses pères.

## Accueil critique
Les réponses critiques à Askeladd ont été généralement positives. Il a été nommé pour le meilleur méchant aux 4e Crunchyroll Anime Awards. Après avoir qualifié de plate la caractérisation initiale de Thorfinn dans la série, le même site a également qualifié Askeladd et Knut  de protagonistes les plus notables du premier arc de la saga Vinland devant Thorfinn lui-même. L'humanité d'Askeladd est explorée plus en détail à travers sa relation avec son sous-fifre Bjorn, qu'il tue au combat après avoir subi une blessure majeure, mais lui donne une mort digne correspondant à ce que les Vikings veulent vivre. Dans Le Moyen Âge européen au prisme de la littérature japonaise contemporaine, Maxime Danesin de l'Université de Tours notait que la motivation principale du manga explore également son désir d'avoir un pouvoir semblable à « ceux qui luttent désespérément pour retrouver leur patrie au 21ème siècle ». Den of Geek a déclaré que même si Askeladd avait commis plusieurs crimes dans l'histoire au point d'être décrit comme un psychopathe, il entreprenait plusieurs actions, comme protéger Knut  ou son utilisation de Thorfinn pendant une décennie, comme une différence surprenante qui rend le personnage se sentir moins antagoniste et plutôt héroïque. Comic Book Resources l'a répertorié comme un personnage qui a besoin d'un spin-off basé sur la trame de fond brièvement montrée dans la série. Selon Ashley D. Lake de l'UC Riverside, Thorkell, Thorfinn et Askeladd sont décrits comme des anciens combattants qui cherchent la réponse de Thors à ce qui fait d'eux de véritables guerriers. Cependant, en raison de la mort de Thors et du fait que Thorfinn n'a jamais été correctement élevé par son père, les trois personnages n'ont jamais compris son idéal.